# Caucagua (rijeka)
Caucagua je rijeka u Venezueli. Pritoka je rijeke Tuy i pripada karipskom slijevu.
Njene pritoke su Pacairigua, Guarenas i Araira.